# Dan Corneliusson
Dan Corneliusson (ur. 2 października 1961 w Trollhättan) – były szwedzki piłkarz występujący na pozycji napastnika. 22-krotny reprezentant kraju.

## Kariera klubowa
Corneliusson jest wychowankiem zespołu IFK Göteborg. Z zespołem tym sięgnął w 1982 r. po Puchar UEFA, a w finałowym spotkaniu przeciwko HSV Hamburg strzelił jedną z bramek. W tym samym roku został królem strzelców ligi szwedzkiej.
W 1983 r. przeniósł się do niemieckiego VfB Stuttgart. W swym jedynym sezonie w Bundeslidze sięgnął po mistrzostwo Niemiec.
W 1984 r. trafił do Serie A, do drużyny beniaminka Como. Dwa lata później stworzył wraz ze Stefano Borgonovo świetny duet napastników, który poprowadził ich ekipę do bardzo dobrej 9 lokaty w lidze. W 1989 r. drużyna Como spadła jednak do Serie B, więc Corneliusson postanowił wrócić do Szwecji. Tym razem do zespołu Malmö FF.

## Kariera reprezentacyjna
Corneliusson w drużynie narodowej zadebiutował w bardzo udanym dla siebie 1982 r. Do 1990 r. rozegrał w jej barwach 22 spotkania, strzelając 12 bramek.